# Monte Toc
Monte Toc, místními obyvateli přezdívaná Kráčející hora kvůli její náchylnosti k sesuvům půdy,[zdroj?] je hora na hranici mezi Benátskem a Furlanskem-Julským Benátskem v severní Itálii. Její úpatí se nachází vedle vodní nádrže tvořené přehradní hrází Vajont, která byla postavena v roce 1960. Ve furlanštině je název hory zkratkou slova „patoc“, což v překladu znamená „shnilý“ nebo „rozmočený“.

## Katastrofa hráze Vajont
Dne 9. října 1963 se ze svahu hory sesunulo 260 milionů kubických metrů horniny, která se zřítila do nádrže tvořené přehradní hrází Vajont. Nad přehradní zdí tak vznikla 250 metrů vysoká megatsunami, která následně zničila město Longarone a jeho předměstí. Zahynulo celkem 1 918 lidí, z tohoto počtu 1 450 v Longarone.